# Někdo tam nahoře mě má rád
Někdo tam nahoře mě má rád (v anglickém originále Somebody Up There Likes Me) je americký dramatický film režiséra Roberta Wise z roku 1956 s Paulem Newmanem a Piere Angeli v hlavních rolích, natočený podle života boxerské legendy ve střední váze Rockyho Graziana. Ve vedlejších rolích se objevili Everett Sloane, Eileen Heckart, Harold J. Stone a Sal Mineo.
Film byl nominován na tři Oscary a dva získal: za nejlepší kameru (černobílou) (Joseph Ruttenberg) a za nejlepší výpravu  a dekorace (černobílou) (Cedric Gibbons, Malcolm Brown, Edwin B. Willis, F. Keogh Gleason).

## Děj
Rocky Graziano má za sebou těžké dětství a je bit svým otcem. Přidává se k pouličnímu gangu a prochází dlouhou kriminální činností. Je poslán do vězení, kde se vzpouzí všem autoritám. Po propuštění je odveden do americké armády, ale uteče. Potřebuje peníze, a tak se stane boxerem a zjistí, že má přirozený talent, a vyhraje šest zápasů v řadě, než ho armáda najde a potupně propustí. Rok si odsedí v disciplinárních kasárnách Spojených států a následně pokračuje v kariéře boxera.
Během práce na titulu se seznámí s přítelkyní své sestry Normou, do které se zamiluje a později se s ní ožení. Začíná nový, čistý život, stoupá na vrchol, ale prohrává zápas o titul s Tonym Zalem. Vyhledá ho člověk, kterého znal ve vězení, a vydírá ho, aby kvůli svému nečestnému propuštění uspořádal zápas. Rocky předstírá zranění a zápasu se vyhne. Když je vyslýchán okresním prokurátorem, odmítne uvést jméno vyděrače a je mu pozastavena licence. Jeho manažer mu sežene zápas v Chicagu, aby se znovu utkal se Zalem, šampionem střední váhy. Rocky zápas vyhraje.